# Α-鵝膏蕈鹼
α-鵝膏蕈鹼（α-amanitin）是一种八氨基酸的环肽，它可能是毒伞肽中毒性最强的化合物。包括α-鵝膏蕈鹼的毒伞肽类物质主要存在于鵝膏菌屬的物种，例如毒鹅膏。α-鵝膏蕈鹼的口服半数致死量（LD50）约为0.1 mg/kg。
α-鵝膏蕈鹼的结构与一般多肽在氨基酸链的分支与连接上，除了8个残基组成的环外，其中的6-羟色氨酸和半胱氨酸桥连，形成了第二个“回路”。
与其它已知的真菌环肽不同，毒伞肽（还有毒肽类，例如鬼笔环肽）的合成在核糖体上。

## 毒理
α-鵝膏蕈鹼是RNA聚合酶II和III的抑制剂，这种性质使其成为致命的毒素。
它被肝细胞摄入后，即与细胞中RNA聚合酶II和III强烈地结合，导致肝细胞溶解。

## 中毒症状
摄入10小时内出现症状的报告极少，24小时内发生明显反应常见，发生明显反应时，有毒的食物早已通过胃，这种延迟易造成误诊，也使得中毒造成的危险性提高。腹泻与抽搐是早期症状，但这之后会经历一段虚假的缓解状态，直到第四至第五天，毒素开始对肝肾造成严重损伤，导致器官功能衰竭，一般在一周左右死亡。
大约15%的α-鵝膏蕈鹼中毒者在10天内死亡，通常是陷入昏迷，然后进展到肾功能衰竭、肝功能衰竭、肝昏迷、呼吸衰竭直至死亡。即使痊愈也留有永久性肝损伤的风险。